# 返顾马先蒿鼬臭亚种
返顾马先蒿鼬臭亚种（学名：Pedicularis resupinata sp. galeobdolon）为列当科马先蒿属下的一个亚种。

## 扩展阅读
- 維基物種上的相關：返顾马先蒿鼬臭亚种